# Gmina Belica (Chorwacja)
Gmina Belica (chorw. Općina Belica) – gmina w Chorwacji, w żupanii medzimurskiej. W 2011 roku liczyła  3176 mieszkańców.